# Kim Carr

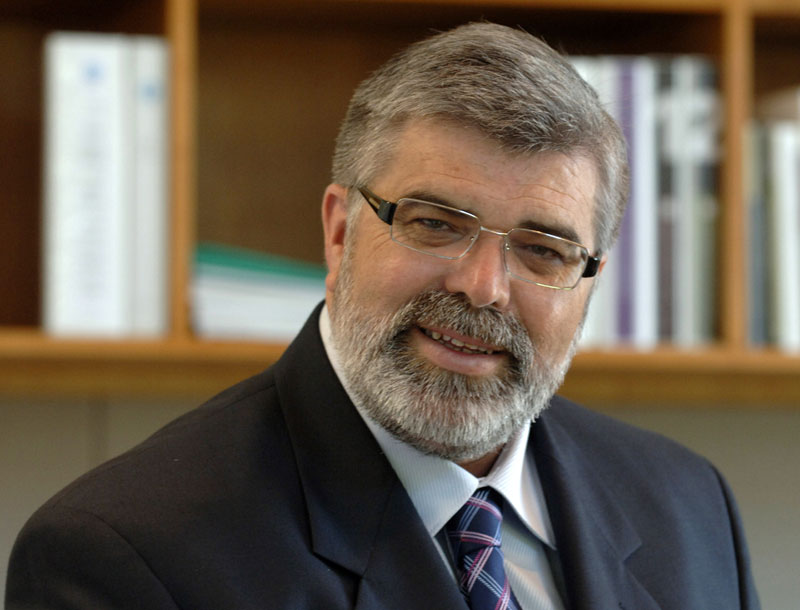
Kim Carr (2008)

Kim Carr (* 2. Juli 1955 in Tumut, New South Wales) ist ein australischer Politiker und Lehrer.

## Leben
Nach seiner Schulzeit studierte Carr an der Universität Melbourne Kunst und Pädagogik. Nach seinem Studium war er als Lehrer beschäftigt, bevor er dann beruflich in der Politik tätig wurde. Carr ist Mitglied der Australian Labor Party. 1993 wurde er Senator im Australischen Senat.
Seit 2007 ist Carr Minister für Innovation, Industrie, Wissenschaft und Forschung in Australien.